# 言語遊戯王
言語遊戯王（げんごゆうぎおう）は、せきしろが主催していたお笑いイベントである。旧名称は「落合記念館ゲーム」。また本ページでは、「言語遊戯王」の流れを汲んだお笑いイベント「スター妄想カードバトル「スタモン」」についても解説する。

## 概要
構成作家のせきしろが考案した大喜利とカードバトルを融合した対戦形式のお笑いライブイベント。南海キャンディーズの山里亮太が司会を務める。
2011年1月3日にはテレビ東京で『言語遊戯王 THE TV』が放送された。

## ルール
- 審判がカードの山から対戦者に8枚ずつカードを渡す。
- ジャンケンで先攻後攻を決める。
- 対戦フィールドに「上の句」と「下の句」が書かれたカードが置かれる。
- 先攻は「上の句」か「下の句」どちらか片方を、手札の別のカードと置き変えて面白い言葉を作る。
- お客さんの笑いの量も参考に、審判が面白いと判定すれば1ポイント与えられる。
- 1枚出す毎にカードの山から1枚引く。
- 後攻に移り、それをくり返す
- 5ポイント先取で勝利。（決勝戦は10ポイント先取で勝利。）

## 放送履歴
| 日付         | 放送局     | 番組名            | 主な内容                  |
| ------------ | ---------- | ----------------- | ------------------------- |
| 2011年1月3日 | テレビ東京 | 言語遊戯王 THE TV | 優勝:設楽統（バナナマン） |

## 開催履歴

### 正式イベント
落合記念館ゲーム
| 日付           | 会場名               | イベント名                                        | 主な内容                                     |
| -------------- | -------------------- | ------------------------------------------------- | -------------------------------------------- |
| 2007年5月5日   | 新宿ロフトプラスワン | 落合記念館ゲーム～最強決定戦                      | 優勝:箕輪はるか（ハリセンボン）              |
| 2007年6月30日  | 新宿ロフトプラスワン | 第2回・落合記念館ゲーム最強決定戦～夏が待てなくて | 優勝:箕輪はるか（ハリセンボン） 三井寿ゲーム |
| 2007年12月23日 | 新宿ロフトプラスワン | 落合記念館ゲーム3～ファイナル                     | 優勝:竹若元博（バッファロー吾郎）            |
| 2008年10月4日  | 新宿ロフトプラスワン | 落合記念館ゲーム4～木村明浩壮行トーナメント大会   | 優勝:木村明浩（バッファロー吾郎）            |

言語遊戯王
イベント名称が「落合記念館ゲーム」から「言語遊戯王」に変更される。
| 日付                    | 会場名               | イベント名                                                   | 主な内容                                                          |
| ----------------------- | -------------------- | ------------------------------------------------------------ | ----------------------------------------------------------------- |
| 2009年2月6日            | 新宿シアターブラッツ | 言語遊戯王 第1部〈初挑戦組予選会〉 第2部（決勝トーナメント） | 第1部優勝:田所仁（ライス） 第2部優勝:竹若元博（バッファロー吾郎） |
| 2009年5月16日（昼の部） | 北沢タウンホール     | 言語遊戯王2                                                  | 優勝:若林正恭（オードリー)                                        |
| 2009年5月16日（夜の部） | 北沢タウンホール     | 言語遊戯王3                                                  | 優勝:後藤淳平（ジャルジャル)                                      |
| 2009年8月24日           | 北沢タウンホール     | 言語遊戯王4                                                  | 優勝:若林正恭（オードリー）                                       |
| 2009年11月30日          | 北沢タウンホール     | 言語遊戯王5                                                  | 優勝:光浦靖子（オアシズ）                                         |
| 2010年2月1日            | Zepp Tokyo           | 言語遊戯王6                                                  | 優勝:若林正恭（オードリー）                                       |
| 2010年8月17日           | 渋谷C.C.Lemonホール  | 言語遊戯王7                                                  | 優勝:若林正恭（オードリー）                                       |
| 2011年2月3日            | 中野サンプラザホール | 言語遊戯王8                                                  | 優勝:豊本明長（東京03）                                           |

言語遊戯王(番外編)
| 日付           | 会場名           | イベント名                | 主な内容                                                   |
| -------------- | ---------------- | ------------------------- | ---------------------------------------------------------- |
| 2009年12月7日  | ブディストホール | 言語遊戯王オルタナティブ  | 優勝:上田誠（劇団ヨーロッパ企画）                          |
| 2010年5月25日  | 北沢タウンホール | 言語遊戯王オルタナティブ2 | 優勝:上田誠（劇団ヨーロッパ企画） 三井寿ゲーム             |
| 2010年11月3日  | 北沢タウンホール | 言語遊戯王ヤング杯        | 優勝:関町知弘（ライス）                                    |
| 2010年12月17日 | 北沢タウンホール | 言語遊戯王オルタナティブ3 | 優勝:上田誠（劇団ヨーロッパ企画） 三井寿ゲームトーナメント |

スタモン
「言語遊戯王」の流れを汲んで新しく始まったお笑いライブイベント。
| 日付           | 会場名               | イベント名                                          | 主な内容               |
| -------------- | -------------------- | --------------------------------------------------- | ---------------------- |
| 2011年9月24日  | 北沢タウンホール     | スター妄想カードゲーム「スタモン」                  | 優勝:吉木りさ          |
| 2011年12月16日 | 京都教育文化センター | 『スタモン』in京都                                  | 優勝:前田吉朗          |
| 2012年6月2日   | 北沢タウンホール     | スター妄想カードゲーム「スタモン」                  |                        |
| 2012年9月25日  | 北沢タウンホール     | スター妄想カードゲーム「スタモン」                  | 優勝:男色ディーノ      |
| 2013年2月26日  | 草月ホール           | スター妄想カードゲーム「スタモン」                  | 優勝:中島早貴（℃-ute） |
| 2013年4月21日  | 北沢タウンホール     | 山里亮太生誕祭SP スター妄想カードバトル「スタモン」 |                        |

### 派生・関連イベント
三井寿ゲーム
2007年6月30日開催の「落合記念館ゲーム」内で行われた企画の「三井寿ゲーム」を独立させたイベント
| 日付          | 会場名               | イベント名                 | 主な内容               |
| ------------- | -------------------- | -------------------------- | ---------------------- |
| 2008年3月29日 | 新宿ロフトプラスワン | 三井寿ゲーム～第一次予選～ |                        |
| 2015年7月13日 | 新宿ロフトプラスワン | 三井寿ゲーム2015           |                        |
| 2017年7月24日 | 新宿ロフトプラスワン | 三井寿ゲーム2017           | 優勝:又吉直樹(ピース） |